# Кавенчин (Опольський повіт)
Кавенчин (пол. Kawęczyn) — село в Польщі, у гміні Ходель Опольського повіту Люблінського воєводства.
У 1975-1998 роках село належало до Люблінського воєводства.